# 銀眶湯鯉
銀眶湯鯉（學名：Kuhlia salelea），為輻鰭魚綱鱸形目鱸亞目湯鯉科的其中一種，分布於大洋洲薩摩亞群島淡水水域，本魚體橢圓而側扁，眼大，下頷突出，體色銀色，背鰭硬棘11枚；背鰭軟條10枚；臀鰭硬棘3枚；臀鰭軟條11-12枚，體長可達11.4公分，棲息在底中層水域，生活習性不明。